# 小領帶蘭
小領帶蘭（学名：Bulbophyllum cruentum）是石豆兰属下的一个種，原產於新幾內亞。